# Siomara Girón
Siomara Girón, (El Progreso, 21 de octubre de 1959) es una abogada hondureña, está casada con el empresario y político hondureño, Roberto Micheletti, quien fungió como presidente de facto de la República de Honduras entre 2009 y 2010. Desde el 28 de junio de 2009 hasta el 27 de enero de 2010 fue la primera dama de facto de Honduras y fue sucedida por Rosa Elena Bonilla.

## Biografía
Siomara Girón nació en El Progreso del departamento de Yoro, el 21 de octubre de 1959. Sus estudios primarios y secundarios los hizo en El Progreso y sus estudios universitarios en San Pedro Sula. En la década de 1980 conoció a Roberto Micheletti, quien era miembro de una de las familias más poderosas de El Progreso y con quien el 12 de agosto de 1993 contrajo matrimonio en el cual procrearon tres hijos: Roberto Carlos, Aldo Guillermo y Laura Donnatella. Actualmente reside en la ciudad de Tegucigalpa junto a su esposo.

## Primera dama de Honduras
Tras el Golpe de Estado en Honduras de 2009, su esposo, Roberto Micheletti asumió el cargo como Presidente de Honduras y asimismo ella pasó a ser primera dama de Honduras. A pesar del poco tiempo asumiendo este cargo, Siomara Girón hizo varias obras y proyectos para combatir la pobreza en Honduras. Su cargo como primera dama de Honduras finalizó el 27 de enero de 2010, cuando Rosa Elena Bonilla, esposa de Porfirio Lobo Sosa tomó el cargo.

## Atentado en contra de su hija
El día martes 5 de noviembre de 2013, a eso de las 20:00 horas, una hija de Micheletti, Laura Donnatella, se conducía en su vehículo Nissan Frontier junto a su chófer y un guardaespaldas, cuando fueron interceptados por un auto tipo van (camioneta), marca Honda CRV, acto seguido descendieron de dicho vehículo varios individuos armados con el fin de llevarse secuestrada a la hija del expresidente, el intento quedó malogrado debido a la intervención del guardaespaldas de la joven y una llamada inmediata a la Policía Nacional de Honduras quienes se hicieron presentes al lugar de los hechos a recabar información.